# Rettungsleine (Wasserrettung)
Die Rettungsleine (auch: Rettungsgurt) ist ein Hilfsmittel der Wasserrettung. Die Rettungsleine besteht aus einer 25 bis 100 Meter langen Leine, an deren einem Ende eine Schulterhalterung für den Retter befestigt ist. Das andere Ende ist meist mit einer Leinenhaspel verbunden. Die Rettungsleine kommt immer dann zum Einsatz, wenn die Gefährdung des Rettungsschwimmers ohne Sicherung zu groß wäre. Dies ist zum Beispiel bei sehr starker Strömung, an Wehren oder bei großer Entfernung zum Ufer der Fall.

## Anwendung

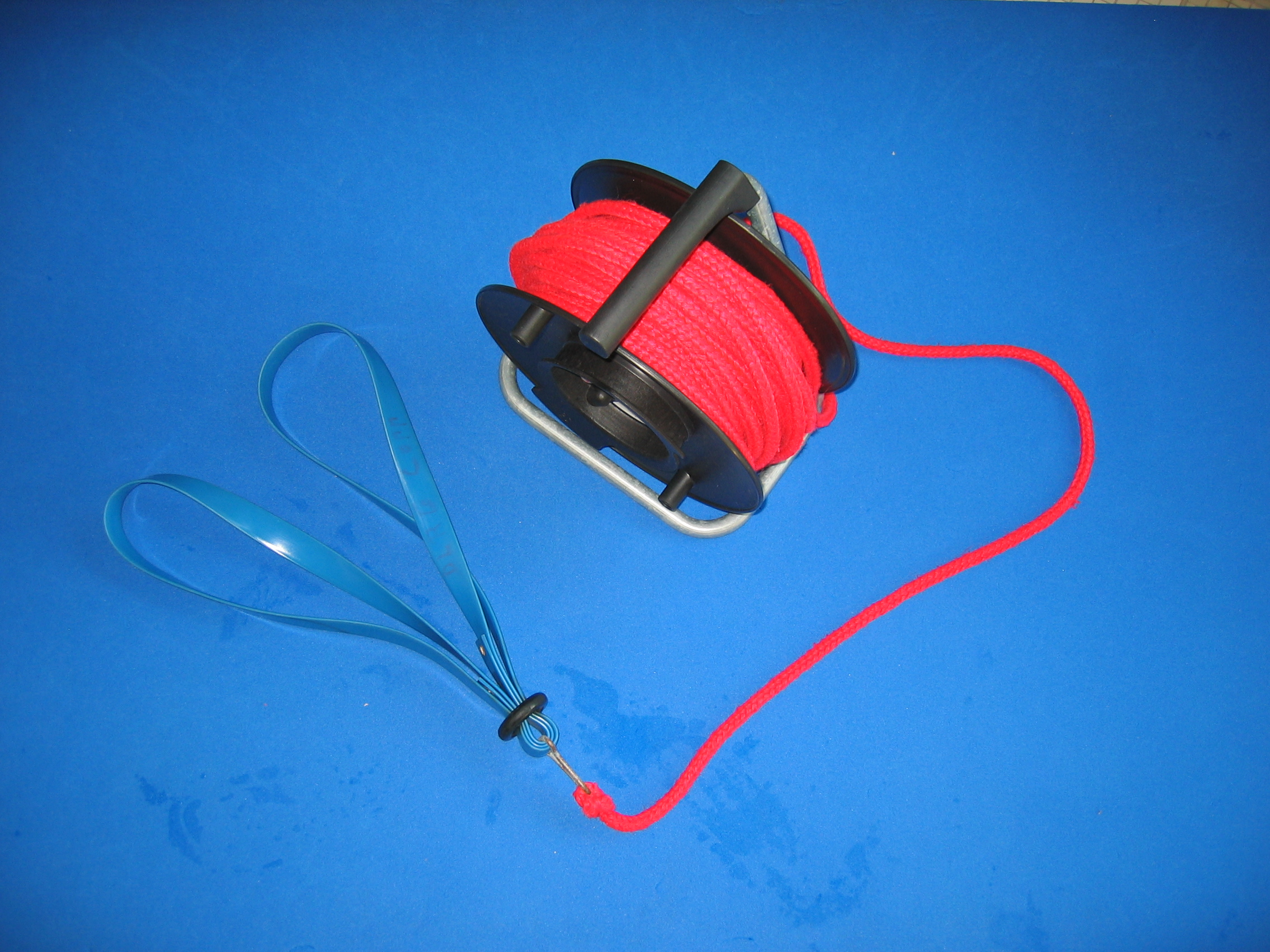
Eine Rettungsleine der DLRG

Die Rettungsleine kann nur von einem eingespielten Team benutzt werden.
Dieses Team besteht aus einem Leinenführer und einem Schwimmer.
Kommt es zu einem schwimmerischen Einsatz, streift der Schwimmer sich den Schultergurt der Leine über und schwimmt zum Verunfallten. 
Der Leinenführer übernimmt jetzt die Aufgabe, den Rettungsschwimmer zu sichern und zu führen.
Er muss zum einen darauf achten, dass die Leine die Haspel ohne Störung verlässt. Dazu lässt er die Leine durch die über den Kopf gehaltenen Hände laufen. Zum anderen muss er darauf achten, dass er nur soviel Leine gibt, dass der Rettungsschwimmer zwar schnell schwimmen kann, der Kontakt mit ihm aber nicht abreißt. Gibt er zu viel Leine, kann der Schwimmer sich darin verfangen. Um den Schwimmer zu dem Verunfallten zu leiten, müssen Schwimmer und Leinenführer vorher Signale vereinbart haben (z. B. ziehen an der Leine). Über diese Zugsignale kann der Leinenführer den Schwimmer dann zum Verunfallten leiten.
Ist der Schwimmer nun bei dem Verunfallten angekommen und hat ihn gesichert, gibt er dem Leinenführer mit der erhobenen Hand das Zeichen zum Einholen. Der Leinenführer zieht den Schwimmer und den Verunfallten nun mit der Leine zurück. Sind beide am Ufer angekommen, wird der Verunfallte von beiden Teammitgliedern oder weiteren Einheiten versorgt.

### Vorteile
- Retter muss beim Anschwimmen seine Kräfte nicht schonen
- hohe Sicherheit des Retters durch Leinenverbindung zum Ufer
- leichte Pflege
- mit Haspel schnell einsatzbereit
- im Notfall auch selber herstellbar mit einem doppelten Palstek bei entsprechend langer Leine

### Nachteile
- ständige Übung und eingespieltes Team erforderlich
- kein Auftrieb
- bei falscher Anwendung entsteht eine hohe Eigengefährdung
- bei starkem Seegang nicht einsetzbar
- Einsatzreichweite auf die Länge der Leine (bis 200 m) beschränkt
- Mögliche Verhedderung